# Nicolás Giacobone
Nicolás Giacobone (Buenos Aires, 1975) è uno sceneggiatore argentino.

## Biografia e vita privata
Nicolás Giacobone è nato a Buenos Aires nel 1975. Suo nonno materno era il regista Armando Bó, suo zio è l'attore Víctor Bó, mentre suo cugino è Armando Bo, sceneggiatore con il quale ha collaborato quattro volte. È sposato con l'attrice argentina Mariana Genesio. 

## Carriera
Giacobone inizia la sua attività di sceneggiatore nel 2010, scrivendo insieme a suo cugino e ad Alejandro González Iñárritu la sceneggiatura di Biutiful, diretto da quest'ultimo. Il film è stato presentato in concorso al Festival di Cannes 2010, dove Javier Bardem ha vinto il Prix d'interprétation masculine, e ha ottenuto due nomination agli Oscar 2011: miglior film straniero ad Iñárritu (in rappresentanza del Messico) e miglior attore protagonista a Bardem. Giacobone, suo cugino Bo e Iñárritu hanno inoltre ottenuto una nomination ai Premi Goya 2011 per la miglior sceneggiatura originale, senza però vincere il premio.
Due anni dopo scrive insieme a suo cugino Armando Bo la sceneggiatura del film El último Elvis.
Nel 2014 torna a collaborare con Armando Bo e con Alejandro González Iñárritu per scrivere la sceneggiatura del nuovo film di quest'ultimo, Birdman, presentato in concorso alla 71ª edizione della Mostra del Cinema di Venezia. Con loro tre, ha collaborato alla sceneggiatura anche lo statunitense Alexander Dinelaris. Il film ottiene un ottimo successo di critica, e a inizio 2015 Giacobone vince insieme ai suoi tre collaboratori sia il Golden Globe alla miglior sceneggiatura che il Premio Oscar alla migliore sceneggiatura originale.
Nel 2017 ha terminato la sceneggiatura del secondo lungometraggio di suo cugino Armando Bo, Animal.

## Filmografia
- Biutiful (2010), regia di Alejandro González Iñárritu
- El último Elvis (2012), regia di Armando Bo
- Birdman o (L'imprevedibile virtù dell'ignoranza) (Birdman or (The Unexpected Virtue of Ignorance)) (2014), regia di Alejandro González Iñárritu
- Animal (2018), regia di Armando Bo
- Bardo, la cronaca falsa di alcune verità (Bardo, falsa crónica de unas cuantas verdades), regia di Alejandro González Iñárritu (2022)
- Il bambino che collezionava parole (Fiesta en la madriguera), regia di Manolo Caro (2024)

## Premi e riconoscimenti

### Premio Oscar
- 2015 - Migliore sceneggiatura originale per Birdman

### Golden Globe
- 2015 - Migliore sceneggiatura per Birdman

### Premio BAFTA
- 2015 - Nomination miglior sceneggiatura originale per Birdman

### Premio Goya
- 2011 - Nomination migliore sceneggiatura originale per Biutiful